# 1528년

## 연호
- 명(明) 가정(嘉靖) 7년
- 일본(日本) 다이에이(大永) 8년 / 교로쿠(享禄) 원년
- 막 왕조(莫朝) 민득(明德) 2년

## 기년
- 류큐(琉球) 쇼세이왕(尚清王) 2년
- 명(明) 세종 가정제(世宗 嘉靖帝) 7년
- 조선(朝鮮) 중종(中宗) 23년
- 막 왕조(莫朝) 태조(太祖) 2년

## 탄생
- 11월 12일 - 척계광, 명나라 군인 (1588년 사망)
- 일본 센고쿠 시대 무장 아케치 미쓰히데